# Temple du Calvaire
Le Temple du Calvaire (anglais : Calvary Temple) est une megachurch chrétienne évangélique  non confessionnelle située à Hyderabad, en Inde. Le pasteur de cette communauté est Satish Kumar depuis sa fondation en 2005. En 2018, elle comptait 330 000 membres.

## Histoire
L’Église est fondée le 5 juin 2005 à Hyderabad avec le  pasteur Satish Kumar et 25 personnes. Des centaines de personnes s’ajoutent et, en 2006, l’église compte 1 000 personnes. En 2007, l’église compte 3 000 personnes. Puis l’église passe de 80 000 personnes en 2013, à 195 000 en 2018. En 2020, l’église compterait 330,000 personnes et 8 lieux de culte.

## Calvary Temple
En 2012, l’Église commence la construction d'un bâtiment comprenant un auditorium de 18 000 sièges. Après 52 jours, le Calvary Temple est inauguré le 1er janvier 2013.

## Calvary Bible College
L’Église compte un institut de théologie pour la préparation au  Ministère, le Calvary Bible College.